# 원트 백 다운
《원트 백 다운》(Won't Back Down)은 2012년 공개된 미국의 영화이다.
이 영화는 2010년 캘리포니아에서 실제로 발생했던 학부모들이 낙제 학교를 인수하려 했던 사건을 바탕으로 한다. 당시 캘리포니아를 포함한 여러 주에서 통과된 '학부모 권한 법'은 학부모들이 학교의 부진에 대해 행정 개혁을 요구하고 교장 해고 및 학교를 차터 스쿨로 전환하는 것을 허용했다.
영화 제작에는 '슈퍼맨을 기다리며'라는 미국 교육 시스템에 관한 다큐멘터리를 제작한 월든 미디어가 참여했고, 20세기 폭스가 배급을 맡았다. 영화는 매기 질렌할과 비올라 데이비스가 먼저 캐스팅되었고, 후에 홀리 헌터가 합류했다. 영화 홍보에는 민간 재단과 미국 상공회의소가 2백만 달러 이상을 투자하여 텔레비전 광고, 웹사이트, 시사회 등을 진행했다.
하지만 영화는 530만 달러의 저조한 박스오피스 성적을 기록했고, 비평가들의 반응도 엇갈렸다. 일부 비평가들은 영화가 교육 개혁이라는 뜨거운 주제를 단순화하고 있으며, 보수적인 이념을 대변한다고 비판했다. 반면, 일부 관객들은 영화에 대해 긍정적인 평가를 내렸다. 비올라 데이비스는 이 영화로 NAACP 이미지 어워드에서 영화 부문 여우주연상을 수상했다.

## 줄거리
영화 "원트 백 다운"은 피츠버그의 낙후된 도심 학교를 변화시키려는 두 엄마의 이야기를 그린다. 자동차 딜러이자 바텐더인 제이미(매기 질렌할)와 교사인 노나(비올라 데이비스)는 자녀들의 미래를 위해 학교 개혁에 나선다. 그들은 강력한 교사 노조 위원장(홀리 헌터)과 부패한 학교 교장(빌 넌)의 방해에 맞서 싸우며 모든 것을 걸고 변화를 시도한다.

## 출연

### 주연
- 매기 질렌할
- 비올라 데이비스
- 홀리 헌터
- 오스카 아이삭

### 조연
- 빙 라메스
- 랜스 레드딕
- 로지 페레즈
- 에밀리 엘린 린드
- 빌 넌
- 단테 브라운
- 리자 콜론 제야스
- 사랩 카무

## 기타
- 프로듀서: 마크 존슨
- 의상: 루카 모스카

## 같이 보기
- 미국의 교육